# Orthosia obliqua
Orthosia obliqua là một loài bướm đêm trong họ Noctuidae.